# Max von Schenckendorff
Max Heinrich Moritz Albert von Schenckendorff (* 24. Februar 1875 in Prenzlau; † 6. Juli 1943 in Krummhübel, Provinz Niederschlesien) war ein deutscher General der Infanterie. Im Ersten Weltkrieg nahm er an mehreren großen Schlachten in Frankreich teil und diente nachfolgend als Leiter von Ausbildungsverbänden.
Im Zweiten Weltkrieg war er Befehlshaber des Rückwärtigen Heeresgebietes der Heeresgruppe Mitte und damit Befehlshaber über ein 150.000 km² großes Gebiet mit knapp 10 Mio. Einwohnern. Er galt in der Wehrmacht als „Experte“ für die Bekämpfung von Partisanen, der jedoch auch durch Anwendung von Terrormaßnahmen die Aktivitäten von Partisanenverbänden in seinem Gebiet nicht unterbinden konnte, sondern ab 1942 zunehmend die Kontrolle über das unterstellte Heeresgebiet verlor.

## Familie
Max von Schenckendorff entstammte dem alten Adelsgeschlecht Schenkendorff, das erstmals im 13. Jahrhundert urkundlich erwähnt wurde. Der Stammsitz der Familie lag in der brandenburgischen Niederlausitz in Schenkendorf. Die Region um das Dorf, wo die Familie große Ländereien besaß, wurde Schenckenländchen genannt. Heute heißt das Dorf Sękowice und gehört zur Landgemeinde Gubin an der Neiße in Polen. Die männlichen Mitglieder der Familie Schenckendorff waren meist Gutsherren, Beamte und Offiziere. Sein Vater Albert war Offizier im Infanterie-Regiment „General-Feldmarschall Prinz Friedrich Karl von Preußen“ (8. Brandenburgisches) Nr. 64, zuletzt als Oberst und Kommandeur.
Max wurde als ältester von drei Brüdern nach seinem Vorfahren Max von Schenkendorf (1783–1817) benannt, einem Lyriker, der während der napoleonischen Befreiungskriege als patriotischer Dichter wirkte. Seine beiden Brüder wurden ebenfalls Offiziere. In der Schlacht um Verdun 1917 fiel sein Bruder Günther als Hauptmann und Kommandeur des III. Bataillons des Infanterie-Regiments Nr. 64 im Fort Douaumont. Sein Bruder Heinrich starb 1941 als Generalleutnant und Kommandant der Wehrersatz-Inspektion in Liegnitz.
1904 hatte er Lena Sophie von Langendorf aus Schleswig-Holstein geheiratet. In den nächsten Jahren wurden ein Sohn und vier Töchter geboren.

## Militärdienst bis zum Ersten Weltkrieg
Max von Schenckendorff wurde im preußischen Kadettenkorps erzogen und auf eine Offizierslaufbahn vorbereitet. Am 17. März 1894 trat Max von Schenckendorff als Leutnant in das Infanterie-Regiment „König Ludwig III. von Bayern“ (2. Niederschlesisches) Nr. 47 in Posen ein. Im Jahr 1898 wurde er für ein halbes Jahr zu einer Feldluftschiffer-Abteilung mit Fesselballons in Berlin-Reinickendorf abkommandiert. Am 1. Oktober 1898 wurde er für drei Jahre Adjutant des II. Bataillons des Infanterie-Regiments 47. Es folgte eine Verwendung als Regimentsadjutant im Infanterie-Regiment 47. Am 19. Mai 1903 wurde er zum Oberleutnant befördert. Er wurde vom Oktober 1903 bis zum Juli 1906 an der Preußischen Kriegsakademie in Berlin ausgebildet. Im Dezember 1911 wurde er, wie vor ihm schon einmal sein Vater, Chef der 10. Kompanie im Infanterie-Regiment Nr. 64 in Angermünde.

## Erster Weltkrieg
Während des Ersten Weltkriegs führte Max von Schenkendorff ein Kriegstagebuch. Es wurde nach dem Krieg von Schenckendorff überarbeitet und auf 900 Schreibmaschinenseiten übertragen. Dem Historiker Jörn Hasenclever diente diese Quelle als Grundlage für die Darstellung der Kriegslaufbahn Schenkendorffs, da die Personalakte Schenckendorffs nicht mehr vorhanden ist.

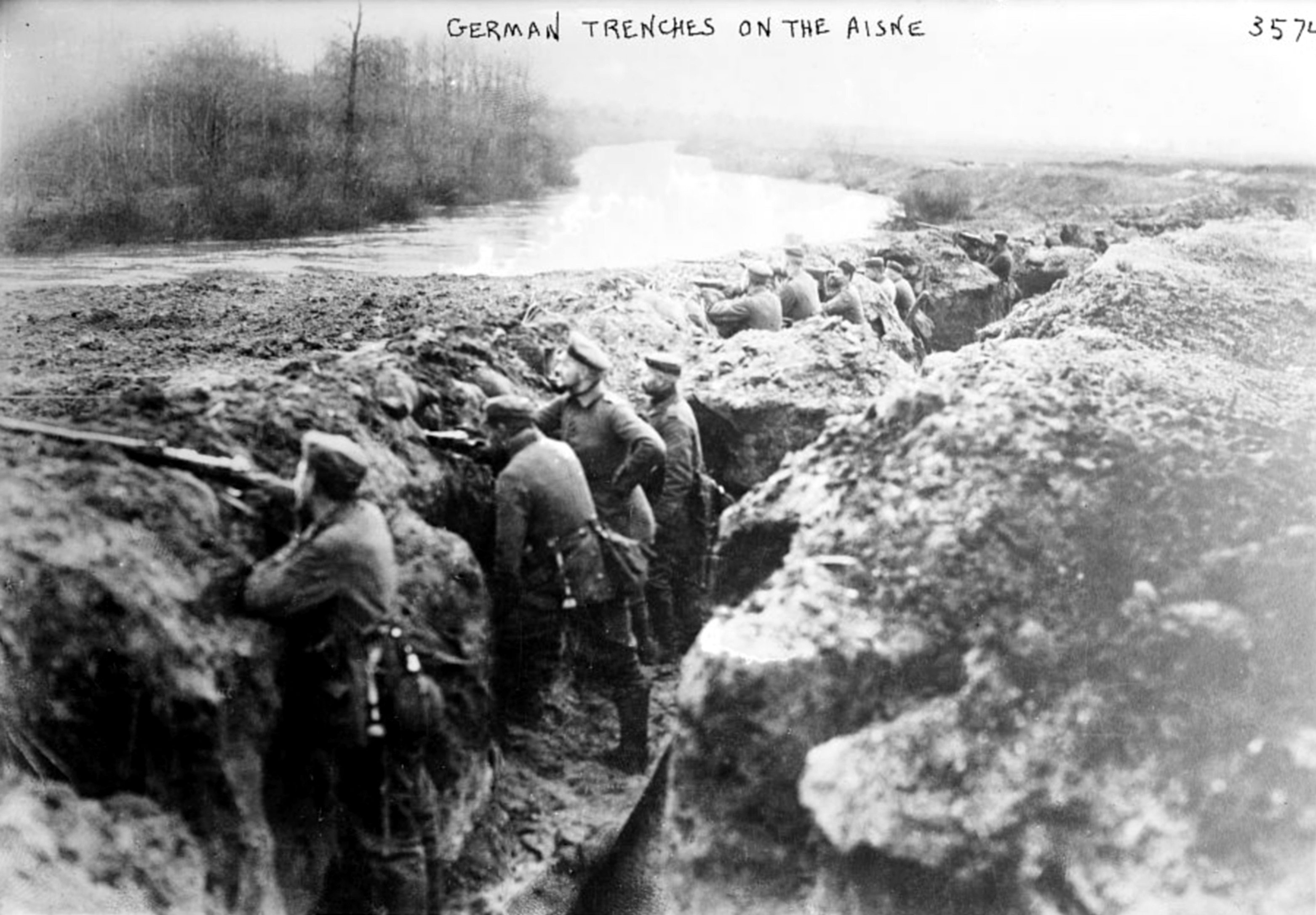
Deutsche Soldaten in Schützengräben an der Aisne, 1914

Am 2. August 1914 wurde Schenckendorff zum Kompaniechef im Infanterie-Regiment 64 ernannt. Kurz nach Kriegsbeginn marschierte seine Einheit durch das neutrale Belgien. Bei jedem Nachtquartier nahm die Kompanie Geiseln, da man Anschläge befürchtete. Die Geiseln wurden jeweils am Morgen wieder freigelassen. Ab September 1914 war Schenckendorff an schweren Kämpfen in Nordfrankreich beteiligt. Er erlebte das Ende der deutschen Offensive und den Rückzug auf die Aisne. Nach Beginn der Kämpfe bei Vailly wurde er zeitweise in Vertretung als Bataillonsführer eingesetzt. Er wurde im Oktober mit dem Eisernen Kreuz I. Klasse ausgezeichnet. In seinen Tagebuchaufzeichnungen kam seine Abneigung gegenüber höheren Stäben und der Etappe allgemein zum Ausdruck. Im Dezember 1914 wurde seine Einheit erstmals aus der Front gezogen. Schenckendorff erkrankte an schwerer Migräne und kam ins Lazarett. Er wurde im Anschluss Kommandeur eines Rekrutendepots, das für die Ausbildung der Ersatzmannschaften des III. Armee-Korps zuständig war. Dort entwickelte er ab März 1915 neue Ausbildungsmethoden und erregte damit die Aufmerksamkeit seiner Vorgesetzten. Im April wurde ihm die gesamte Rekrutenausbildung des III. Armee-Korps übertragen. Am 18. April 1915 wurde er zum Major befördert.
Auch bei Schenckendorff breitete sich die allgemeine Spionage- und Freischärlerangst der deutschen Truppen aus. Er trat für eine weiträumige Räumung des Operationsgebiets von der Zivilbevölkerung ein. Er erlebte, dass vier französische Soldaten beim Dorf Crepcy aufgegriffen wurden, die sich seit Monaten dort versteckt gehalten hatten. Im Tagebuch trat sein Hass gegenüber Großbritannien zu Tage, im Unterschied zu seiner Einstellung zur französischen Bevölkerung. Ende September 1915 wurde er mit dem III. Armee-Korps nach Serbien verlegt. Schenckendorff wurde dort Kommandeur des Donauübergangs. Es folgte eine Verwendung als Verbindungsoffizier zur österreichischen 57. Infanterie-Truppendivision und zum IV. Reserve-Generalkommando. Im Tagebuch kam seine Kritik an der K.u.K.-Armee und der serbischen „Unkultur“ zum Ausdruck. Mitte November 1915 kam es zur Rückverlegung seines Korps nach Belgien. Er übernahm erneut die Rekrutenausbildung. Vom Kommandierenden General bekam er den Auftrag, einen Leitfaden für Kompanieführer zu erstellen. Vorher hatte er bereits eine Anleitung zur Rekrutenausbildung verfasst. Im Januar 1916 wurde er Kommandeur des 3. Jäger-Bataillons. Kurzzeitig wurde Schenckendorff als Verbindungsoffizier zum XVIII. Armee-Korps abgestellt. Es folgte der Einsatz seines Bataillons bei der Schlacht um Verdun. Nach der Vorführung von Flammenwerfern schrieb er in sein Tagebuch:

„Dieser Krieg hat alles erfinderisch gemacht. Damit entfernt man sich, der Neuzeit entsprechend und der Gemeinheit unserer Gegner Rechnung tragend, weit von der ritterlichen Art der Kriegsführung unserer Ahnen.“

Während der intensiven Kämpfe bei Verdun übernahm er kurzzeitig das Kommando des Grenadier-Regiments „Prinz Carl von Preußen“ (2. Brandenburgisches) Nr. 12. Nach vier Wochen schwerer Kämpfe wurde sein Bataillon aus der Front gezogen. Schenckendorff erhielt wieder das Kommando über die Rekrutenausbildung des Korps im Elsass. Im Tagebuch kam sein Misstrauen gegenüber den Elsässern zum Ausdruck. Aus der Etappe beobachtete er skeptisch den erneuten Einsatz seines Korps bei Verdun. Dem Tagebuch vertraute er nun Zweifel am Sieg an. Im August wurde er stellvertretender Kommandeur des Infanterie-Regiments Nr. 24. Während der Champagneschlacht erlebte er seinen ersten Gasangriff. Er wurde weiter an der Front im Gebiet der Somme eingesetzt. Er war Verbindungsoffizier zwischen den beiden dort eingesetzten Armeekorps. Im November 1916 erhielt er das Kommando über das Infanterie-Regiment Nr. 24 und wurde mit diesem in die Argonnen verlegt. In dem hügeligen Gelände erlebte er das Unterminieren feindlicher Stellungen durch Sprengladungen.
Mitte November wurde er Leiter der Kompanieführer-Kurse der Obersten Heeresleitung (OHL) auf dem Truppenübungsplatz Arys in Ostpreußen. Generalquartiermeister Erich Ludendorff beauftragte ihn, an der Überarbeitung der Ausbildungsvorschrift für das Heer mitzuwirken. Im Juni 1917 wurde Schenckendorff zu den so genannten Sedankursen für Generalstabsoffiziere abkommandiert. Danach folgte seine Versetzung zum Landwehr-Regiment Nr. 9 in Rumänien, wo er ein Bataillon führte. Anschließend führte er das Garde-Reserve-Jäger-Bataillon, das an der Alpenfront bei Feltre eingesetzt war. Er ließ dort auch Soldaten bürgerlicher Herkunft mit entsprechenden Leistungen zu Offizieren ausbilden, auch wenn deren Eltern nach den Vorkriegsvorstellungen gesellschaftlich nicht „auf der Höhe“ waren. Die Einheit wurde nach zweieinhalb Monaten ins Elsass verlegt. Am 30. März 1918 bekam er das Kommando über das Brandenburgische Jäger-Bataillon Nr. 3, das er bereits 1916 kurzzeitig befehligt hatte. Dieses war inzwischen ein selbstständiger Eliteverband des XXIII. Reserve-Korps für Sonderaufgaben. Das Bataillon stand Anfang 1918 im Kampf mit britischen Truppen in Nordfrankreich. Gleichzeitig sollte er mithelfen, die von der Ostfront eintreffende Divisionen auf die Bedingungen der Westfront vorzubereiten. Dabei diente sein Bataillon als Vorführtruppe. Schenckendorff glaubte zu diesem Zeitpunkt noch fest an den Sieg des Reiches. Er schrieb am 7. März 1918 ins Tagebuch:

„Diese Offensive wird endlich die wahnsinnige Entente zu Einsicht bringen, der Sieg bleibt unser und damit kommt der deutsche Frieden.“

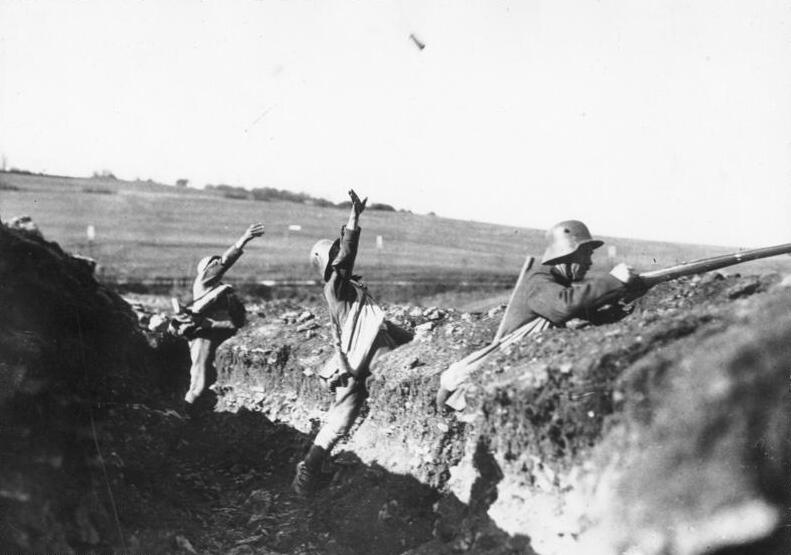
Sturmtruppen üben bei Sedan den Handgranatenwurf, 1917

Die Umschulungskurse waren derart erfolgreich, dass Max von Schenckendorff am 22. April 1918 im Hauptquartier der Obersten Heeresleitung von Hindenburg und Ludendorff empfangen wurde. Hindenburg sprach dort seinen Dank für die effiziente Ausbildung aus. In einem halbstündigen Vortrag machte Schenckendorff Verbesserungsvorschläge für die Ausbildung. Er erhielt den Auftrag, mit seinem Bataillon als Lehrtruppe andere Einheiten in der Methodik moderner Kampftechniken zu schulen. Wenige Tage später inspizierte Ludendorff seine Ausbildung und kam kurz darauf mit Hindenburg und Kronprinz Wilhelm zu Besuch. Bis Ende Juni besuchten fast 1000 Stabsoffiziere und Kommandeure bis zu den Generälen die Vorführungen, bei denen moderne Methoden des koordinierten Angriffs und Abwehr vorgeführt wurden. Am 10. August 1918 inspizierte Kaiser Wilhelm II. Schenckendorffs Einheit. Inzwischen musste sich das deutsche Heer nach schweren Kämpfen zurückziehen. Am 14. September 1918 hatte Schenckendorff im Hauptquartier der OHL Gelegenheit, mit Hindenburg und Ludendorff zu sprechen. Er notierte in sein Tagebuch:

„Ich sagte offen meine Ansicht, die kurz dahin geht, dass eine Wechselwirkung besteht in der Verseuchung der Stimmung zwischen Heimat und Heer. Zu Hause schimpft man, dass unsere Leute den Geist verseuchen und wir schimpfen stark darüber, mit welch schlechten Gedanken unsere Leute durchseucht vom Urlaub zurückkehren.“

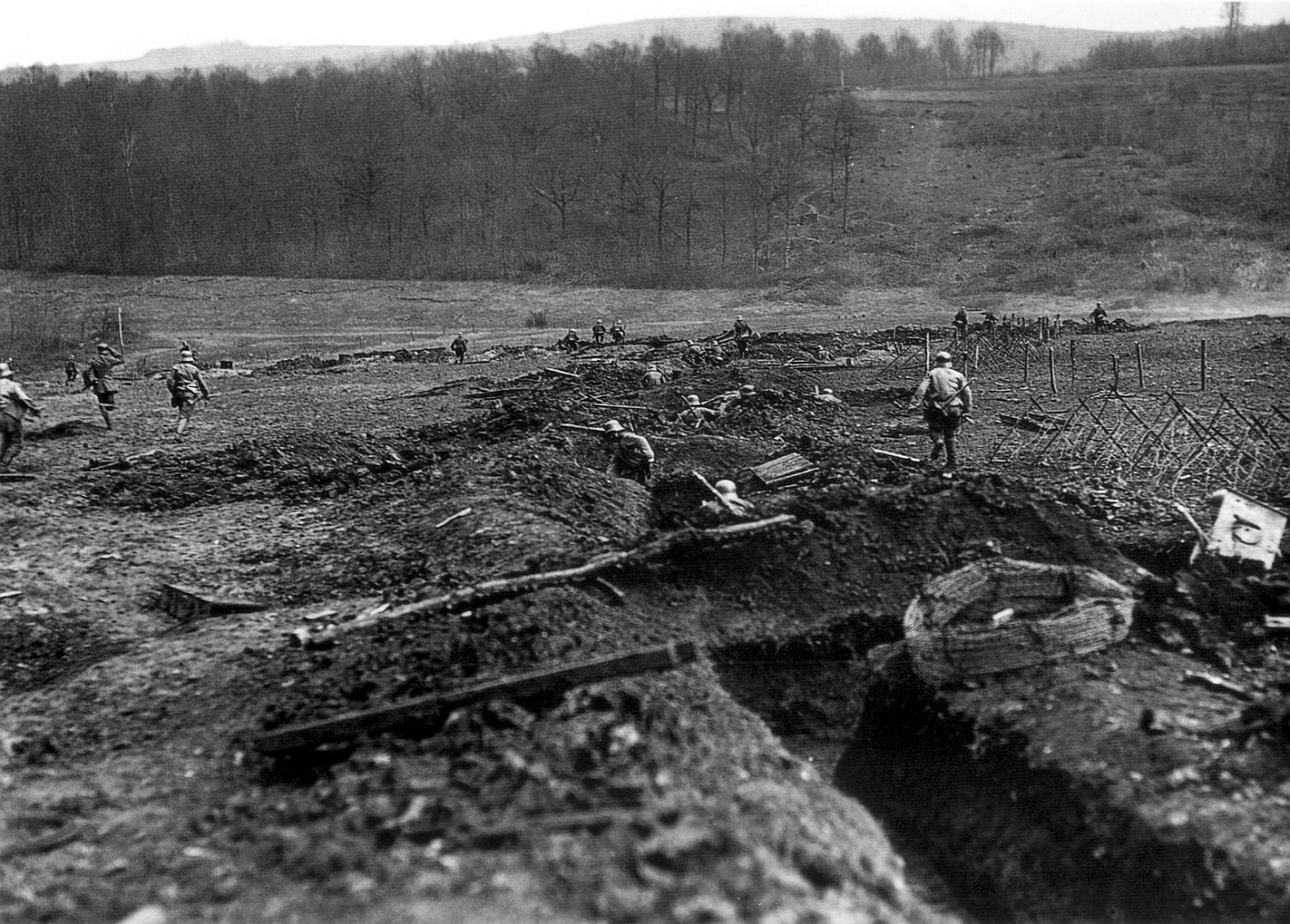
Ausbildung von Sturmtruppen bei Sedan, 1917

Im Oktober drehte er bei Sedan einen Lehrfilm für das Heer, dazu standen ihm ein deutscher und ein britischer Panzer zur Verfügung. Ende Oktober kam er nach Berlin, um bei der Fertigstellung des Films zu helfen. Hier erlebte er den Zusammenbruch des Kaiserreichs und den Waffenstillstand. Er glaubte, wie seine Tagebuchaufzeichnungen zeigen, wie viele Offizierskollegen an die so genannte Dolchstoßlegende, nach der das im Felde unbesiegte Heer durch „vaterlandslose“ Zivilisten aus der Heimat „von hinten erdolcht“ worden sei.
Schenckendorff erlebte im Ersten Weltkrieg elf größere Ortswechsel, meist verbunden mit neuen Kommandos, und wurde mit dem Eisernen Kreuz II. und I. Klasse, dem Ritterkreuz des Königlichen Hausordens von Hohenzollern mit Schwertern sowie dem Österreichischen Militärverdienstkreuz III. Klasse mit Kriegsdekoration ausgezeichnet. Er wurde außerdem zum Rechtsritter des Johanniterordens ernannt.

## Zwischenkriegszeit
Am 12. November 1918 fuhr er mit Erlaubnis vom Soldatenrat des Bild- und Filmamts nach Angermünde in Urlaub. Mitte Januar 1919 erhielt er das Kommando über das II. Bataillon des Infanterie-Regiments Nr. 64. Dabei musste er mit dem dortigen Soldatenrat zusammenarbeiten. Im April wurde das Regiment, Hausregiment des Adelsgeschlechts Schenckendorff, aufgelöst. Er begann seine Tagebuchaufzeichnungen zu überarbeiten und abzutippen. Er schrieb im Juni 1919:

„Im Felde unbesiegt, das Heer von der Heimat aus allmählich planmäßig vergiftet und schließlich am 9.11.1918 von hinten erdolcht, so wird es die später erst gerecht urteilende Geschichte beurteilen!“

Ab 1. Oktober 1919 wurde er dann zum Bataillonskommandeur im 29. Infanterie-Regiment ernannt. Auch beim 200.000-Mann-Übergangsheer im Frühjahr 1920 versah er im 29. Reichswehr-Infanterie-Regiment seinen Dienst. Er wurde problemlos, wie nur 4000 andere Offiziere aus etwa 34.000 Offizieren der kaiserlichen Armee, ausgewählt und in die Reichswehr übernommen. Dabei dürfte ihm geholfen haben, dass er fast alle wichtigen Offiziere der neuen Reichswehr wie z. B. Generalmajor Hans von Seeckt, Chef des Truppenamts, von seinen Ausbildungskursen persönlich kannte. 1920 wurde er zum Kommandeur des II. Bataillons im 9. (Preußischen) Infanterie-Regiment in Berlin-Groß-Lichterfelde ernannt. Als solcher wurde er 1921 zum Oberstleutnant befördert. Am 1. April 1923 wurde er in das Reichswehrministerium als Stabschef zur Inspektion der Infanterie (In 2) nach Berlin versetzt. Dort wurde er am 1. Mai 1924 zum Oberst befördert. Am 1. Februar 1926 wurde er zum Kommandeur des 8. (Preußischen) Infanterie-Regiments in Görlitz ernannt. Er wurde als strenger und fürsorglicher Kommandeur beschrieben, der viel Wert auf Ausbildung legte. 1928 erschien sein Buch: Frontdienst. Ein Handbuch für den Offizier. Erfahrungen und Ratschläge eines Regimentskommandeurs im Mittler-Verlag, Berlin. Es handelte sich um ein Buch über alle Fragen der Ausbildung. Durch eine Reihe von im Buch enthaltenen Merkblättern, Fragebögen und Beispielen gab Schenckendorff Hilfen für eine effiziente Führung von Großverbänden. Im Buch behandelte Schenckendorff auch einen möglichen Partisanenkrieg, den er im Buch Kleinen Krieg nennt, der Reichswehr gegen einen überlegenen Feind. Max von Schenckendorff schreibt im Buch auch:

„Der Offizier darf weder Unrecht tun, noch leiden, dass ihm selbst oder anderen Unrecht geschieht.“

Am 1. Oktober 1928 wurde er zum Generalmajor befördert. Am 31. Dezember 1928 gab er sein Kommando ab. Am 1. Februar 1929 wurde er dann zum Infanterieführer VI in Hannover ernannt. Als solcher wurde er am 1. Oktober 1929 zum Generalleutnant befördert. Am 28. Februar 1930 gab er sein Kommando ab. An diesem Tag wurde er auch aus dem aktiven Dienst verabschiedet.
Er organisierte nun den freiwilligen „Arbeitsdienst Niedersachsen“ (Ardin) für Jugendliche in Hannover. Als 1932 der Freiwillige Arbeitsdienst im Reich staatlich organisiert wurde, war diese Arbeit beendet. Er versuchte, einen Posten im Reichskuratorium für Jugendertüchtigung zu erhalten, das von Edwin von Stülpnagel, einem Bekannten, geleitet wurde. Als Stülpnagel verstarb, versuchte er vergeblich mit Hilfe seines Freundes Generalmajor Kurt von Hammerstein-Equord Leiter dieser Organisation zu werden. Er wurde dann im September 1933 zum Gauverbandsführer Niedersachsen im Volksbund Deutsche Kriegsgräberfürsorge ernannt. Er kümmerte sich intensiv um die Pflege der Kriegsgräberanlagen in seinem Bereich und organisierte Reisen zu Kriegsschauplätzen im Ersten Weltkrieg und deren Gräberfeldern. Im Jahr 1936 übernahm Schenckendorff den Vorsitz der Bundesgruppe Hannover im Deutschen Soldatenbund. Der Soldatenbund stellte einen Sammelverband für alle ehemaligen Soldaten dar. Schenckendorff war beeindruckt, als die SS das 1814 von seinem Vorfahren geschriebene Lied „Wenn alle untreu werden, so bleiben wir doch treu“ als so genanntes Treuelied verwendete, mit allerdings geändertem Text. Max von Schenckendorff war bereits 1933 mit seiner Frau in die NSDAP eingetreten.

## Reaktivierung und Einsatz bis März 1941

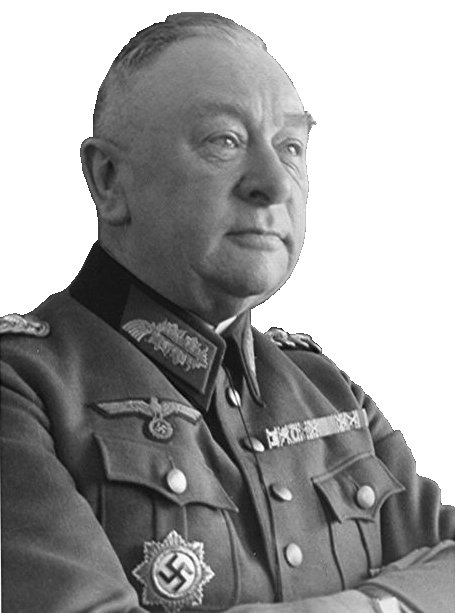
General der Infanterie Max von Schenckendorff, 1941 bis 1943

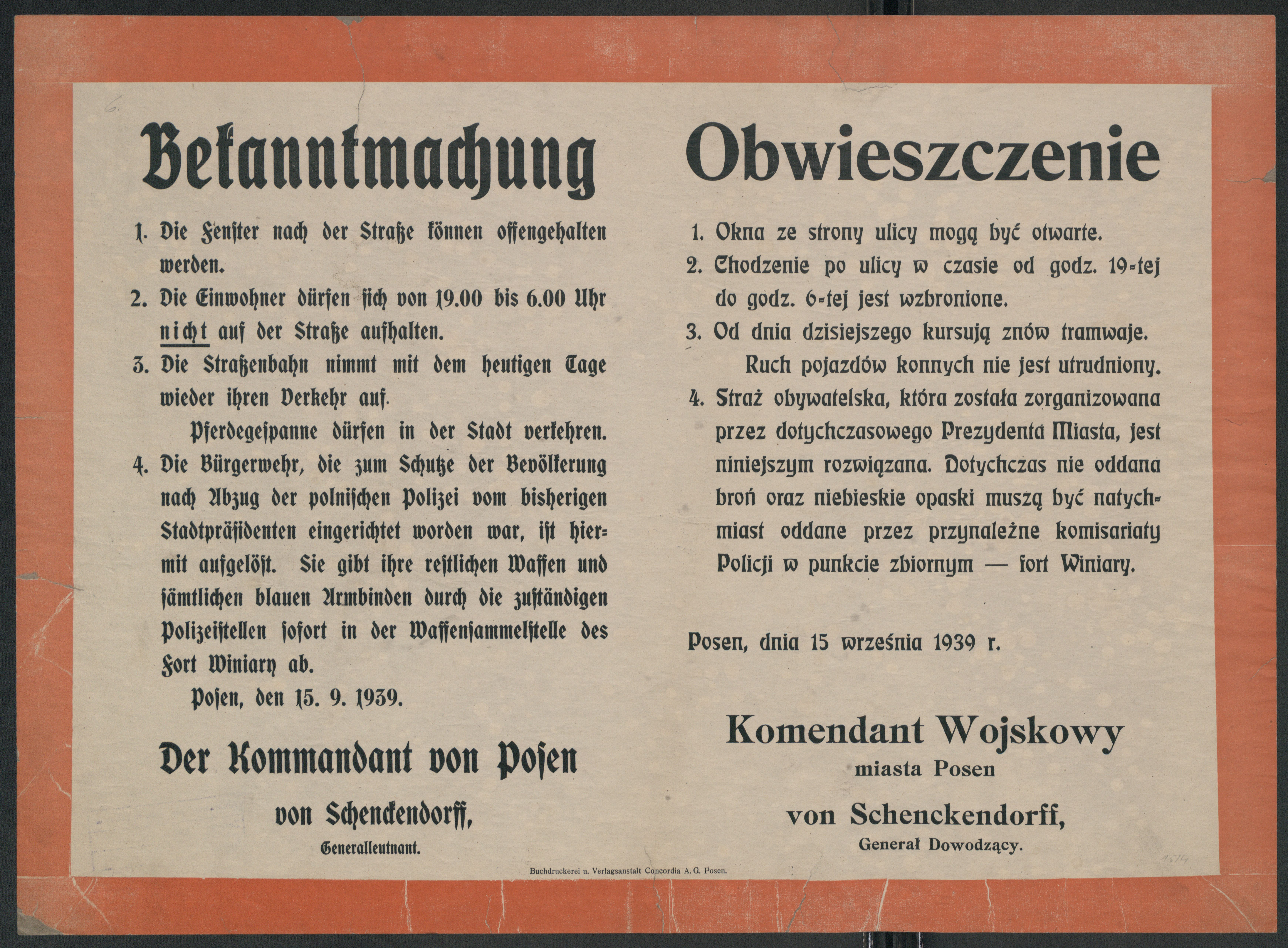
Bekanntmachung Schenckendorffs als Kommandant von Posen

Bei der Mobilmachung zum Zweiten Weltkrieg im August 1939 wurde er wieder reaktiviert und zum Kommandeur des Grenzschutz-Kommandos 13 in Glogau (Oberschlesien) ernannt. Im September erhielt er Befehl, als Kommandierender General den Führungsstab des Höheren Kommandos XXXV aufzustellen. Vom 25. Oktober bis zum 10. November war Max von Schenckendorff zugleich Stadtkommandant von Posen.
Im November 1939 wurde Schenckendorff Zeuge eines Pogroms an Juden in Ostrów Mazowiecka nordöstlich von Warschau, bei dem durch eine Abteilung eines Polizeiregiments erst 159 männliche Juden und später auch 196 jüdische Frauen und Kinder erschossen wurden. Die Juden waren durch den dortigen deutschen Landrat für einen Brand in der Stadt verantwortlich gemacht worden. Schenckendorff schrieb darüber den „Bericht über die Vorgänge in Ostrow-Mazowiecka am 9./11.11.1939“ und sandte diesen an den Wehrmachts-Oberbefehlshaber Ost, Generaloberst Johannes Blaskowitz. Im Bericht hob er hervor, dass die Wehrmacht am Massaker nicht beteiligt war. Der Bericht ist unter der Signatur RH 20-18/14 im Bundesarchiv Freiburg archiviert.
Im Dezember wurde Max von Schenckendorff zum General der Infanterie befördert.

## Befehlshaber des Rückwärtigen Heeresgebietes der Heeresgruppe Mitte 1941
Schenckendorff wurde im März 1941 zum Befehlshaber des Rückwärtigen Heeresgebietes 102, Heeresgruppe Mitte, ernannt. Diese waren praktisch Kommandeuren von Armee-Korps gleichgestellt. Er hatte diesen Dienststellung bis zu seinem Tod inne.

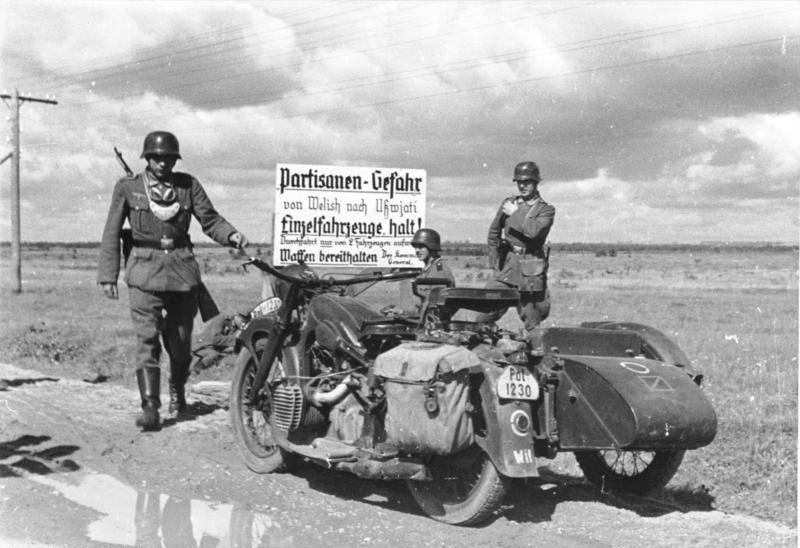
Feldgendarmerie an einem Hinweisschild auf ein Partisanengebiet, Juli 1941

Die drei Sicherungs-Divisionen 221, 286 und 403, sowie weitere kurzzeitig dem Kommando Schenckendorffs unterstehenden Verbände, waren in den ersten Wochen des Feldzugs gegen die Sowjetunion damit beschäftigt, versprengte sowjetische Soldaten gefangen zu nehmen. Schenckendorff befahl die systematische Durchsuchung von Dörfern und Wäldern. Bis zum 20. Juli 1941 wurden ohne größere Kampfhandlungen 3200 Soldaten gefangen genommen. Ende Juli brachen vier sowjetische Kavallerie-Divisionen durch die Front der 2. Armee der Heeresgruppe Mitte in das rückwärtige Heeresgebiet Mitte ein und mussten bekämpft werden. Dafür wurden Schenkendorff kurzzeitig die 87., 252. und 707. Infanterie-Division unterstellt. Schenckendorff bereitete die bisher gemachten Erfahrungen im Kampf gegen Versprengte und Partisanen, als erster der drei Befehlshaber eines Rückwärtigen Heeresgebietes, in dem Korpsbefehl Nr. 39 vom 11. August für seine Verbände auf. In diesem Befehl ging es hauptsächlich um das taktische Verhalten der Truppe beim Durchkämmen von Ortschaften und Wäldern. Diese Aufgabe fehlte in den am 21. März 1941 erlassenen „Richtlinien für die Ausbildung der Sicherungs-Divisionen und der dem Befehlshaber des rückwärtigen Heeresgebietes unterstehenden Kräfte, RH22/271“ des OKH. Deshalb hatten die Sicherungstruppen dies nicht geübt, da man diese Aufgabe wohl den Polizeiverbänden überlassen wollte. Da die Durchkämmung großer Waldgebiete wenig erfolgreich verlaufen war, forderte Schenckendorff die Konzentration auf Dörfer und einzelstehende Gehöfte. In den Dörfern sollten die Einwohner vernommen werden, um nicht dort wohnende Personen herauszufiltern und nach den „allgemein gegebenen Befehlen entsprechend zu behandeln.“ Er ordnete gleichzeitig den Aufbau provisorischer Verwaltungsstrukturen an. Dazu sollten geeignete Personen zu Bürgermeistern ernannt werden, die für „geordnete Verhältnisse“ zu sorgen hatten. Bei Überfällen in und bei diesen Dörfern sollten diese mit ihrem Leben haften. Der Korpsbefehl Nr. 39 führte zu einer ersten Radikalisierung im Vorgehen der Wehrmacht im besetzten Gebiet. Schenckendorff gab am 16. August im Korpsbefehl Nr. 40 bekannt:

„Ich mache allen Einheitsführern, auch den mir nicht unterstellten der Heeres- und Armeetruppen, die unermüdliche Weiterführung der Befriedungsmaßnahmen zur Pflicht. Mein Gebiet muss bis spätestens zum 31. August befriedet und von Versprengten gereinigt sein.“

Die Einheiten verstärkten daraufhin ihre Durchkämmungsaktionen. In einer Tagesmeldung vom 10. September stellte Schenckendorff fest, dass sich östlich des Dnjepr organisierte Partisanengruppen befänden, die systematisch vorgingen sowie besser bewaffnet seien. Vorher habe man es mit hauptsächlich planlos agierenden versprengten Soldaten zu tun gehabt. Es kam nun zu Angriffen auf einzeln fahrende Fahrzeuge sowie zu Sprengstoffanschlägen auf Brücken und Bahnstrecken. Man vermerkte, dass man sich nun im Gebiet feindlich gesinnter russischer Bevölkerung befand. Für die Einheiten der Wehrmacht hatte nun der eigentliche Partisanenkrieg begonnen. Am 14. September 1941 hielt Schenckendorff eine Kommandeursbesprechung ab, bei der die Partisanenbekämpfung Thema war. Am gleichen Tag wurde der Korpsbefehl Nr. 52 herausgegeben, und die Heeresgruppe Mitte versandte ein „Merkblatt über die Organisation und Bekämpfung von Partisanen“. Die Partisanen sollten durch Großunternehmen vernichtet werden und ferner Unterstützer der Deutschen auf dem Land gewonnen werden. Gleichzeitig wurden die Sicherungs-Divisionen in kleinere Verbände bis hinunter zu Zugstärke aufgeteilt. Diese kleineren Verbände sollten nun flächendeckend die Ortschaften kontrollieren und dazu auch ständig ihre Quartiere wechseln. Die Verbände sollten jeweils zwei bis drei Tage Quartier in den Dörfern nehmen und einige Tage später einen Kontrollbesuch abstatten. Schenckendorff empfahl ähnlich der SS-Kavallerie-Brigade vorzugehen. Dafür sollten die Einheiten im Morgengrauen schlagartig die Dorfränder und das Dorf selbst besetzen. Danach sollte die ganze Bevölkerung zusammengetrieben und vernommen werden. Dabei sollten zugeteilte SD-Männer und Männer der Geheimen Feldpolizei (GFP) mit ihren Dolmetschern helfen. Schenkendorff befahl auch mehrere große Aktionen in Form von Kesseltreiben gegen die Partisanen. Bei der Kommandeursbesprechung am 14. September 1941 hatte er den Eindruck gewonnen, seine Offiziere seien gegenüber den Partisanen weitgehend hilflos. Sein Korpsbefehl Nr. 53 vom 16. September hatte deshalb den Titel „Erfahrungsaustausch, Kampf gegen Partisanen“. Laut Tagesmeldung vom 20. September ordnete Schenckendorff an, „rücksichtsloser vorzugehen als bisher“ und „schärfste Mittel“ anzuwenden.

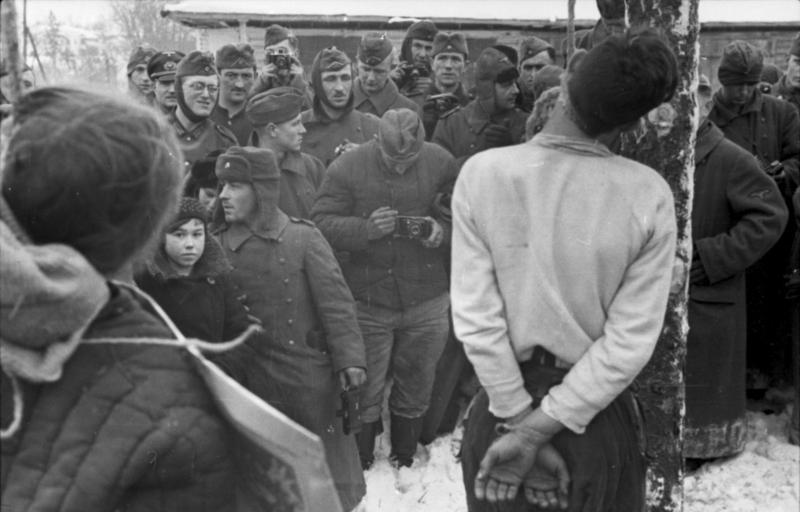
Soldaten der Wehrmacht, darunter fotografierende, betrachten als Partisanen verdächtigte, gehängte Zivilisten in Orel, 1941

Vom 24. bis 26. September leitete Max von Schenckendorff in Mogilew den ersten Partisanenbekämpfungslehrgang der Wehrmacht. Der Organisator des Lehrgangs war Oberstleutnant Max Montua, Kommandeur des Polizeiregiments Mitte. Dieser Lehrgang ging in die Geschichte ein als Musterbeispiel für die Zusammenarbeit der Wehrmacht und SS im rückwärtigen Heeresgebiet. Im Ausstellungskatalog der ersten Wehrmachtsausstellung „Vernichtungskrieg. Verbrechen der Wehrmacht 1941–1944“ wurde er als „Schule des Terrors“ bezeichnet. Am Lehrgang nahmen 61 Offiziere des OKH, der Heeresgruppe, der Sicherungs-Divisionen, der Feldkommandanturen, der Wirtschaftsinspektionen, der Polizei und der SS teil. Von Schenckendorffs Verband nahmen zudem Regiments- und Bataillons Offiziere teil. Diese sollten als Multiplikatoren dienen, um die Methoden gegen Partisanen im rückwärtigen Heeresgebiet Mitte bekannt zu machen. Schenckendorffs Eröffnungsrede zeigt, dass er kein ein fanatischer Antisemit war und dass er nicht an die, sonst häufig behauptete, Verbindung zwischen Juden und Partisanen glaubte. Hingegen kommt seine eindeutig antibolschewistische Einstellung zu Tage. Er sah die Partisanen-Bekämpfung bzw. -Ausrottung in einem militärischen Kontext.
Die Lehrgangsteilnehmer nahmen auch an zwei Aktionen in Dörfern teil. Einmal wurde vom Polizei-Regiment Mitte unter Oberstleutnant Max Montua ein Dorf durchsucht und ein weiteres Mal ein „Partisanennest“ ausgehoben. Partisanen wurden nicht gefunden, dafür aber einige Juden erschossen. Bei den Vorträgen ging es um alle Themen der Partisanenbekämpfung mit Erfahrungsberichten von Offizieren der Sicherungsverbände. Einen dieser Kurzvorträge hielt Sturmbannführer Gustav Lombard vom 1. SS-Kavallerieregiment. Zwei SS-Offiziere, SS-Brigadeführer und Generalmajor der Polizei Arthur Nebe, Kommandant der Einsatzgruppe B, und SS-Brigadeführer und Generalleutnant der Polizei Erich von dem Bach Höherer SS- und Polizeiführer Russland-Mitte (HSSPF), hielten Hauptvorträge. Nebe sprach über die Zusammenarbeit der Wehrmacht mit SS sowie über die „Judenfrage mit besonderer Berücksichtigung der Partisanenbewegung“. Bach sprach über „Erfassen von Kommissaren und Partisanenbekämpfung bei Durchkämmungsaktionen“. Dass zwei hohe SS-Offiziere wichtige Vorträge bei einem Lehrgang der Wehrmacht hielten, war ungewöhnlich und beruhte auch auf keiner sachlichen Notwendigkeit.
Am 12. Oktober legte Schenckendorff eine sechzehnseitige Anleitung zum Partisanenkampf mit dem Titel „Der Partisan, seine Organisation und seine Bekämpfung“ vor. Schenkendorff schrieb darin z. B.:

„Der Feind muß vollständig vernichtet werden. Die ununterbrochene Entscheidung über Leben und Tod gestellter Partisanen oder Verdächtiger ist auch für den härtesten Soldaten schwer. Es muß gehandelt werden. Richtig handelt, wer unter vollkommener Hintansetzung etwaiger persönlicher Gefühlsanwandlung rücksichtslos und unbarmherzig zupackt.“

Das Werk enthält einen historischen Rückblick auf die Partisanen, beschrieb deren Kampfweise und deren Bekämpfung. Es geht von einzelnen Partisanengruppen von nur bis zu 100 Mann aus. Schenckendorff erkannte, dass das Hauptproblem im Aufspüren von kleinen flexiblen Gruppen lag. Da diese auf Unterstützung aus der Bevölkerung angewiesen waren, legte er den Schwerpunkt seiner Arbeit auf die Behandlung der Bevölkerung. Er stellte drei Punkte heraus:
1. Unterstützer der Partisanen in der Bevölkerung finden und töten.
2. Das Vertrauen der Bevölkerung gewinnen.
3. Die Teilnahme der Bevölkerung an der Bekämpfung erreichen.

Er wollte den Ortswechsel von Partisanen auf der normalen Straße verhindern. Dazu sollte der Ortswechsel der Bevölkerung, auch von Frauen und Jugendlichen, strikt unterbunden werden. Aufgegriffene sollten an SD, GFP oder Kriegsgefangenenlager übergeben werden. Um Präsenz in der Fläche zu zeigen, war er für Aufteilung der Sicherungsverbände in kleinere Einheiten, verteilt auf möglichst viele Dörfer. Er forderte nachdrücklich die Ausschaltung von Nichtortsansässigen, da er diese verdächtigte Partisanen bzw. deren Unterstützer zu sein. Dass es durch die Kämpfe, Zerstörungen und Hunger zu häufigen Ortswechseln gekommen war, scheint Schenkendorff nicht interessiert zu haben. Die Dorfbewohner sollten eigene Ordnungskräfte aufstellen und für die Sicherheit haften. Auch auf Propaganda und Gewinnung von V-Leuten ging er ein. Größere Partisanengruppen sollten durch „Großunternehmen“ vernichtet werden. Da bisherige Kesseltreiben meist erfolglos waren, weil die Partisanen durch die lockeren Sicherungslinien in den Wäldern geschlüpft waren, sollten nun Treibjagden stattfinden. Bei den Treibjagden sollte der Feind auf von Deutschen besetzte Linien zugetrieben und aufgerieben werden. Schenkendorff sandte sein Werk neben seinen Verbänden auch an den Generalquartiermeister Eduard Wagner. Der Oberbefehlshaber des Heeres Generalfeldmarschall Walther von Brauchitsch übernahm Schenckendorffs Werk am 25. Oktober als „Richtlinie zur Partisanenbekämpfung“ für das Heer. Schenckendorff hatte sich damit bis zu seinem Tode als „Partisanenexperte“ etabliert. Auffällig ist, dass Schenckendorff und andere deutsche Offiziere zwar öfter Schlagworte wie „Entwicklung eines Vertrauensverhältnisses zur Bevölkerung“ benutzten, aber in der Praxis fast durchweg auf Terror setzten. So versandte Schenckendorff mit seinem Antipartisanenwerk gleich einen Erfahrungsbericht von Oberfeldwebel Schrader von der 286. Sicherungs-Division. Schrader war bei Vernehmungen grundsätzlich für Prügel, da Drohung mit Erschießung nicht wirken würde. Am 21. Oktober erließ Schenckendorff die Anordnung, dass bei Sabotageakten aus Dörfern in der Nähe eine willkürliche Anzahl von Menschen zu erschießen sei. Die 403. Sicherungs-Division brannte ab Mitte Oktober immer mehr Dörfer nieder und die 221. Sicherungs-Division tötete in nur drei Wochen 1100 angebliche Partisanen. Laut Korpsbefehl Nr. 75 vom 16. Dezember sollten Dörfer, die Partisanen unterstützen oder auch nur mit ihnen sympathisieren, niedergebrannt werden. Da nach dem Scheitern des Angriffs auf Moskau (Unternehmen Taifun) und dem folgenden Gegenangriff Truppen an die Front abgegeben werden mussten, kam der Partisanenkampf auch wegen der Wetterbedingungen im Winter zum Erliegen. Die Partisanen konnten sich nun reorganisieren. Am 26. Dezember 1941 erhielt er für seine Leistungen im rückwärtigen Heeresgebiet das Deutsche Kreuz in Gold verliehen. Drei andere Befehlshaber in Rückwärtigen Heeresgebieten erhielten hingegen nur das Deutsche Kreuz in Silber bei ihrer Versetzung in die Führerreserve. Die Spange zum Eisernen Kreuz II. und I. Klasse hatte er schon früher erhalten.
Der gesundheitlich angeschlagene Schenckendorff war zum Jahreswechsel zum Erholungsurlaub in der Heimat. Er wurde von Generalleutnant Rudolf Koch-Erpach vertreten. Erst Anfang Februar 1942 kehrte er zurück.

## Befehlshaber des Rückwärtigen Heeresgebietes der Heeresgruppe Mitte 1942 bis 1943
Im Frühjahr 1942 begannen die Partisanen, konzentriert die deutsche Besatzungsverwaltung zu destabilisieren und den Nachschub anzugreifen. Die Partisanen töteten kollaborierende Einwohner und deren Familien, da die vorhandenen einheimischen Ordnungskräfte in den Dörfern nur schwach bewaffnet waren. Im Januar wurden 47 und im Februar 138 Bürgermeister bzw. Ordnungskräfte getötet. Es kam zu Plünderungen und Zerstörungen von Betrieben. An militärischen Zielen wurden Straßen, Bahnstrecken und Brücken angegriffen. Vor direkten Angriffen auf deutsche Soldaten schreckten die Partisanen meist noch zurück. Mit Worten setzten sich Schenckendorff und die anderen Berücks verstärkt für die Belange der Bevölkerung ein. In der Praxis änderte sich nichts am Terror. Ein Großteil der Sicherungsverbände musste nun für die Sicherung der Bahnstrecken verwendet werden. So ließ die Präsenz der deutschen Truppen in der Fläche nach und die Partisanen übernahmen mehr und mehr die Kontrolle, wobei diese zum Teil ebenfalls mit Terror herrschten.
Im Januar/Februar 1942 wurde bei Toropez, an der nördlichen Flanke der Heeresgruppe Mitte, beim Angriff der Roten Armee eine Auffanglinie der 403. Sicherungs-Division durchbrochen und dabei dessen 85. Infanterieregiment praktisch vernichtet. Durchgebrochene Einheiten vereinigten sich mit Partisanen und eroberten bzw. besetzten östlich von Smolensk verschiedene Ortschaften bzw. Gebiete. Damit war Smolensk als einer der wichtigsten Stützpunkte der deutschen Armee mit vielen Stäben und Nachschubbasen bedroht. Ab Februar 1942 kam es zu verstärkten Angriffen bei Bobruisk und Brjansk. Die Partisanen im Gebiet des Berück Mitte schlossen sich zu größeren Verbänden zusammen, die auch über Artillerie verfügten. Am 13. März 1942 meldete Schenckendorff dem Generalquartiermeister eine ernsthafte Gefahr für die Sicherung der Nachschubwege. Er befahl am 8. Februar die Verdoppelung der Kosakenschwadronen und der ukrainischen Hundertschaften. Da Hitler dies untersagte, wurde der Befehl am 12. Februar 1942 widerrufen. Mit dem neu ernannten Befehlshaber der Heeresgruppe, Generalfeldmarschall Günther von Kluge besprach Max von Schenckendorff am 15. Februar 1942 die Bekämpfung der feindlichen Verbände östlich von Smolensk. Kluge forderte vom OKH am 24. Februar 1942 eine massive Verstärkung der Verbände des Berücks Mitte. Am 1. März 1942 befahl der Generalstabschef des Heeres, Generaloberst Franz Halder, die Vernichtung der Partisanen an den Bahnstrecken und Rollbahnen sowie im Raum Brjansk. Dazu wurden Schenckendorff 18 Sicherungsbataillone und die 707. Infanteriedivision zugeteilt.
Am 1. März veröffentlichte Schenckendorff die Denkschrift „Vorschläge zur Vernichtung der Partisanen im rückw. Heeresgebiet und in den rückw. Armeegebieten“. Er forderte eine Verstärkung der Anzahl und Qualität der Sicherungseinheiten, um wieder zu einer offensiven Bekämpfung überzugehen. Der Bekämpfung der Partisanen sollte die gleiche Priorität eingeräumt werden wie der Kampf an der Front. Er verlangte die Abschaffung des Begriffs „rückwärtiges Heeresgebiet“, da dies zum Eindruck führte, es handele sich um Etappe. Dies führe u. a. zur Qualitätsminderung der Offiziere, da die Besten ein Frontkommando haben wollten. Zudem sei die Hälfte der Truppen an die Front abgegeben worden, so dass die Partisanen die Initiative übernommen hätten. Er forderte eine Neuausrichtung der Besatzungspolitik, um die Unterstützung der Bevölkerung bei der Partisanenbekämpfung zu erhalten. Am 15. März konnte er den einzigen Lagevortrag eines Berücks bei Halder und im OKH überhaupt halten. Er führte ferner Gespräche mit von Kluge, dem neuen Kommandeur der Heeresgruppe Mitte, und Wagner. Hitler wurde über die Lagebeurteilung Schenckendorffs informiert. Am 1. April 1942 kam es zur gewünschten Namensänderung seines Kommandos in „Kommandierender General der Sicherungstruppen und Befehlshaber im Heeresgebiet Mitte.“ Nun war er nominell den Kommandanten von Armeekorps gleichgestellt. Es wurden neue Großunternehmen zur Partisanenbekämpfung geplant. Als erstes wurde das Unternehmen Bamberg westlich von Bobruisk als Pilotprojekt geplant. Dabei sollte in Gebieten, die nicht besetzt werden können, auch die letzte Kuh und das komplette Saatgut beschlagnahmt werden. Ziel war es, durch Ausplünderung eines Gebietes den Partisanen ihre Ernährungsbasis zu nehmen und zugleich die Wehrmacht zu versorgen. Die Truppen der Berücks sollten sich durch Plünderungsmaßnahmen selbst versorgen. Neben Partisanen und deren Unterstützern sollten auch alle Nichtortsansässigen erschossen werden. Nach Ablauf des Unternehmens Bamberg Ende März bis Anfang April 1942 meldete die 707. Infanteriedivision unter Generalmajor Gustav von Bechtolsheim am 7. April 1942 die Erschießung von 3423 Partisanen und deren Helfer. Die eigenen Verluste betrugen sieben Tote und acht Verwundete. Auch der Stab von Schenckendorff erkannte das Missverhältnis zwischen angeblich getöteten Partisanen und den eigenen Verlusten:

„Die Masse der Partisanen muss es verstanden haben, rechtzeitig auszuweichen, nachdem sie ihre Waffen vorher verborgen hat. Die an sich hohe Zahl der gemeldeten Feindverluste ist irreführend. Unter den von der Division als Partisanenhelfer gemeldeten befinden sich anscheinend viele, die zu den Partisanen nur sehr lose in Verbindung unterhalten haben.“

Statt Partisanengruppen, wie geplant, zu vernichten, kam es zur Plünderung und Zerstörung von Dörfern, die über Straßen gut erreichbar waren. Die Partisanengruppen selbst konnten ausweichen und wurden im Schnee nicht verfolgt. Schenckendorff musste schon Ende April 1942 seine anfängliche Meldung an das OKH von einer erfolgreichen Operation zurücknehmen. In der Tagesmeldung vom 24. April 1942 führte er den Fehlschlag auf eine zu frühzeitige Verlegung der 707. Division zurück. Nur intern kritisierte er das Vorgehen der Einheit. Wie bei allen folgenden Operationen gegen Partisanen war der Widerspruch zwischen den Erkenntnissen Schenckendorffs zur Behandlung der Bevölkerung und der Praxis eindeutig.
Geplante Operationen bei Brjansk wurden nicht, oder wie östlich von Smolensk, nur teilweise ausgeführt. Falls Operationen ausgeführt wurden, wichen die Partisanen den größeren deutschen Verbänden einfach aus, während die Zivilbevölkerung unter Terrormaßnahmen zu leiden hatte. Es zeigte sich zudem, dass es ein Fehler war, die einzige größere Operation im südlichen Heeresgebiet auszuführen, da die Partisanen hauptsächlich im mittleren und nördlichen Gebiet operierten.
Die Schenckendorff zugesagten Truppen wurden nur teilweise bereitgestellt bzw. es wurden sogar Truppen abgezogen. Schon am 16. April 1942 meldete er Wagner zusätzlichen Bedarf an Truppen und Ausrüstung. Es fehlte den Einheiten auch an Gewehren. Wieder einmal wurde eine Änderung der brutalen Besatzungspolitik gefordert. Schenckendorff erkannte klar die Lage, wenn er schrieb:

„Zwar würde die Bevölkerung im Grunde nicht deutschfeindlich eingestellt sein, dort wo die Partisanen regierten, müsste sie sich allerdings zwangsläufig mit ihnen gutstellen.“

Während also Schenckendorff die Lage klar erkannte und dies auch an seine Vorgesetzten meldete, gab er gleichzeitig Terrorbefehle an die Truppe bzw. ließ den Terror zu.
Während die Partisanen sich immer besser organisierten und zunehmend Sabotageakte verübten, blieb Schenckendorff nur die defensive Sicherung von 1700 km Bahn und 1100 km Straße. Immer seltener fand eine Kontrolle der Gebiete abseits der Verkehrswege statt, zu offensivem Vorgehen fehlten schlicht die Truppen. Am 20. Mai 1942 begann ein zweiter Lehrgang über die „Bekämpfung von Partisanen.“ Wieder hielten Bach und Brigadeführer Erich Naumann, neuer Kommandant der Einsatzgruppe B, Vorträge über Kommissare und die „Judenfrage“. Ein Vertreter der Wirtschaftsinspektion Mitte hielt einen Vortrag, in dem es um Erfassung von Vorräten bei Antipartisanenoperationen ging. Im Mai meldete Schenckendorff, dass inzwischen sein gesamtes Heeresgebiet von Partisanenangriffen betroffen sei. Schenckendorff befahl die Beseitigung von Deckungsmöglichkeiten entlang von Bahnstrecken. Entlang der Strecken wurden nun breite Schneisen in den Wald geschlagen und Häuser zerstört. Auch Wachtürme und andere Verteidigungsanlagen wurden gebaut. Am 31. Mai schickte er unter Umgehung der Heeresgruppe einen Lagebericht direkt ans OKH. Nun übernahm die Führungsabteilung des OKH die Partisanenbekämpfung vom Generalquartiermeister. Im Unternehmen Hannover wurden ab dem 4. Juni 1942 die im Raum Jelna und Dogrobush östlich von Smolensk stehenden Partisanenverbände unter General Below vernichtet. Im Juni führten die SS-Sondereinheit Dirlewanger und Polizeieinheiten im Raum zwischen Bobruisk und Mogilev einen Einsatz zur „Partisanenbekämpfung“ durch. Dabei wurden am 15. Juni 1942 im Dorf Borki und Umgebung über 2.000 Menschen ermordet. Schenckendorff beschwerte sich über dieses Massaker bei von dem Bach. Am 20. Juni 1942 stellte die Wirtschaftsinspektion die Nahrungsversorgung der Sicherungs-Divisionen ein, denn diese sollten sich aus den Partisanengebieten versorgen. Nun machte Schenckendorff die Beschlagnahme der Nahrungsvorräte bei den Partisanenbekämpfungsmaßnahmen zu einer Hauptaufgabe. Im Sommer 1942 kam es zu mehreren Großunternehmen, wobei eine Mischung aus Einheiten der Wehrmacht, SS und Polizei eingesetzt wurde. Nur in Einzelfällen wurden Partisanen getötet bzw. deren Einheiten vernichtet, hingegen kam es zu Plünderungen und Zerstörungen. Vergeblich befahl Schenckendorff am 16. Juni und 3. August 1942, das Anzünden von Häusern und das Erschießen von Frauen und Kindern zu unterlassen. Daraufhin kam es erstmals zu einer heftigen Auseinandersetzung mit Bach, der die Gültigkeit dieses Befehls für die SS-Einheiten bestritt. Bach konnte seine Position mit Hilfe von Himmler durchsetzen, dass die SS selbst über die zu treffenden Maßnahmen entscheide. Bach verfälschte später in seinem Tagebuch diese Tatsachen und behauptete, er habe sich Schenckendorffs Meinung angeschlossen. Am 14. Juli 1942, im Monatsbericht für den Juni, stellte Schenckendorff fest, „dass Stalins Befehl im rückwärtigen Heeresgebiet der deutschen Armee für den Feind unerträgliche Zustände zu schaffen, nicht weit vor seiner Verwirklichung steht“. Im Korpsbefehl Nr. 110 erklärte Schenckendorff einen hundert Meter breiten Streifen längs von Bahnstrecken zum Niemandsland mit Schießbefehl. Die ersten 50 m sollten abgeholzt und vermint werden. Er musste diesen Befehl zurücknehmen, da dies zu Opfern unter Eisenbahnern und Fernmelde-Entstörungstrupps des Heeres führte. Auch der geforderte Ausbau von Verteidigungsanlagen blieb in Ansätzen stecken. Als weitere seiner Truppen abgegeben werden mussten, lehnte er deshalb am 24. Juli 1942 die weitere Verantwortung für die Lageentwicklung gegenüber der Heeresgruppe ab und drohte mit Rücktritt. Im Juli 1942 kam es zu 266 Gefechten, 168 Überfällen auf Dörfer und 85 Angriffen auf Fahrzeuge seitens der Partisanen.
Bei einem Besuch des Stabschefs des Berücks im OKH zeigte sich, dass die Meldungen und Berichte beim Generalquartiermeister liegen geblieben waren und deshalb das OKH nicht über die tatsächliche Lage informiert war. Denn Hitler hatte im Juli entschieden, dass die Partisanenbekämpfung eine Polizeiaufgabe sei. Heinrich Himmler wollte die Partisanenbekämpfung im gesamten deutschen Besatzungsgebiet übernehmen. Mit Weisung Nr. 46 vom 18. August 1942 wechselte die Zuständigkeit im Heeresgebiet endgültig zum OKH, genauer zu Oberst Adolf Heusinger. In dieser Weisung forderte Hitler auch die Vernichtung der Partisanen bis zum Winter. Hitlers Weisung übernahm teilweise wörtlich Passagen aus Schenckendorffs Partisanenschrift, wobei er erstmals einräumte, dass der Bevölkerung ein Existenzminimum zu sichern sei. Feldersatzeinheiten (Ausbildungseinheiten) von ca. 50.000 Mann sollten ins Operationsgebiet ins besetzte Hinterland der Ostfront verlegt werden.
Im Gebiet zwischen Orscha und Witebsk kam es vom 18. bis 29. August zum Unternehmen Greif. Es wurden 796 Menschen, angeblich Partisanen, direkt getötet und 599 Gefangene erschossen, bei nur 26 Toten auf deutscher Seite. Sämtliche Befehle Schenckendorffs zur Schonung der Bevölkerung wurden hierbei, wie bei allen späteren Partisanenbekämpfungsaktionen, übergangen.
In der Nacht vom 26. auf 27. August 1942 wurde der Bahnhof Slawnoje angegriffen. Das dortige Sicherungsbataillon konnte den Angriff abwehren, aber Bahnhof und Dorf gerieten in Brand. Weit schlimmer aber war, dass die Hauptbahnstrecke von Minsk nach Smolensk für 30 Stunden gesperrt war. Hitler forderte am 28. August 1942 schwerste Vergeltungsmaßnahmen. Schenckendorff genehmigte den Vorschlag der 286. Sicherungs-Division, 100 Männer und Frauen öffentlich zu erschießen. Nach Augenzeugenberichten waren unter den Erschossenen auch Kleinkinder. Am 2. August 1942 gab Schenckendorff den Befehl, keinesfalls Kinder bis zum Alter von zehn Jahren zu töten und Überläufer gut zu behandeln. Wie alle anderen Befehle von Schenckendorff zur Schonung von Menschen blieb auch dieser Befehl folgenlos. Am 4. September 1942 fuhr Schenckendorff in den Urlaub. Da die Transportleistung inzwischen auf nur zwei Drittel des Solls, im Raum Smolensk sogar um die Hälfte, abgesunken war, gab Kluge am 5. September 1942 den Befehl, sämtliche Sicherungsbataillone im Bahnschutz einzusetzen. Die Heeresgruppe gab ihr Hinterland bis auf die Bahnstrecken endgültig auf. Am 22. September 1942 vermerkte das Kriegstagebuch Schenckendorffs, dass im geräumten Hinterland die deutschfreundliche Bevölkerung ermordet worden sei und die Sprengungen an Bahntrassen nicht nachgelassen hätten.
Am 5. Oktober 1942 war Schenckendorff nach fast vier Wochen Urlaub zurück. Statt ausgebildete Kampftruppen erhielt er nur zwei Feldausbildungsdivisionen ins eigene Heeresgebiet. Auch zum Bahnschutz waren nicht genügend Truppen vorhanden. Es wurden kurzzeitig zwangsweise sogar Dorfbewohner, darunter auch Frauen und Kinder, zum Bahnschutz eingesetzt. Diese erwiesen sich jedoch eher als Belastung denn als Verstärkung. Bach war von Himmler nun auch zum „Bevollmächtigten für die Bandenbekämpfung“ im Generalkommissariat Weißruthenien (Weißrussland) ernannt worden. Dieser erweiterte mit Zustimmung von Schenckendorff seine Zuständigkeit ins Berück-Gebiet. So kamen Bach bzw. Himmler unter Umgehung des OKH zu einer verstärkten Einflussnahme im Operationsgebiet des Heeres bzw. bei der Partisanenbekämpfung. Göring ließ Luftwaffenausbildungseinheiten ins Heeresgebiet verlegen und gab am 16. Oktober 1942 den Befehl, alle Einwohner zu erschießen, die sich ohne Auftrag näher als 1000 m Eisenbahnstrecken nähern. Alle Ortschaften, deren Einwohner nicht an der Partisanenbekämpfung teilgenommen hatten, sollten bei Sabotage in der Nähe niedergebrannt werden. Dies führte zu Kritik der Heeresgruppe. Daraufhin erließ Göring am 26. Oktober 1942 eine Richtlinie. Die Richtlinie bedeutete, „tote Zonen“ zu schaffen mit totaler Ausplünderung dieser Gebiete. Arbeitsfähige sollten deportiert werden und Kinder ins Lager kommen, sofern sie nicht sofort erschossen wurden. Am 28. Oktober 1942 erklärte Schenckendorff Kluge, dass diese Richtlinie den Zielen der Partisanen in die Hände spielen würde. Als beim Unternehmen Frida bei Borissow durch die 1. SS-Brigade alle 3000 Menschen evakuiert werden sollten, befahl Schenckendorff „nur“ Männer und anhanglose Frauen abzutransportieren. Am 25. November 1942 gab er die Anweisung „Erfassung von Landesvorräten bei Befriedungsmaßnahmen“ heraus, in der die Plünderung von Dörfern genau geregelt war. Im Korpsbefehl Nr. 128 vom 14. Dezember 1942 gab Schenckendorff die Anweisung, Überläufer der Partisanen nicht zu erschießen, während sonst alle Partisanen bzw. Verdächtige oder beispielsweise Verletzer der Ausgangssperre zu erschießen seien. Beim Unternehmen Waldwinter vom 23. Dezember 1942 bis Ende Januar 1943 wurden kurz darauf 1627 Personen getötet und 2041 für die Zwangsarbeit zusammengetrieben. Die Plünderung erbrachte u. a. 5060 Rindvieh und 894 Pferde. Wegen fehlender Transportkapazität konnte nicht alles, so z. B. nur 50–60 % der Kartoffeln, abtransportiert werden. Im März 1943 musste Schenckendorff wegen des Vormarsches der Roten Armee sein Hauptquartier von Smolensk nach Mogilev zurückverlegen und östliche Gebiete seines Heeresgebietes abgeben, da diese zum Armeegebiet wurden. Im nördlichen und südwestlichen Heeresgebiet beherrschten die Partisanen inzwischen das Hinterland. Schenckendorff hatte im März befohlen, 300 m entlang der Rollbahnen und Schienen durch eine rücksichtslos zwangsverpflichtete Bevölkerung abzuholzen. Die Landbevölkerung wurde nun als lebendes Minensuchgerät entlang von Straßen und Schienen eingesetzt. Es war nicht mehr möglich, die 2205 km Rollbahnen und Schienen zu schützen. Immer noch fanden Großunternehmen zur Partisanenbekämpfung statt. Da diese nun häufig die Grenzen einzelner Militär- und Zivilverwaltungsgrenzen überschritten, standen sie nicht mehr unter Schenckendorffs Kommando, sondern häufig unter dem Befehl von verschiedenen SS-Offizieren. Schon ab Januar 1943 führte Bach das Kommando bei den Großunternehmen, und Schenckendorff musste diesen unterstützen. Im April versuchte Schenckendorff noch einmal zumindest die Kontrolle über die SS-Verbände in seinem Heeresgebiet zu erhalten. Der Versuch scheiterte am Widerstand Himmlers, dem auch noch der Generalstabschef des Heeres, Kurt Zeitzler, beigepflichtet hatte. Schenckendorff stellte für das Unternehmen Cottbus im von Partisanen beherrschten Gebiet bei Ustaschi die 286. Sicherungs-Division zur Verfügung. Bei diesem Unternehmen kamen ca. 20.000 Menschen um, und das Gebiet wurde in eine „tote Zone“ verwandelt. Allein im Mai kam es zu 209 Sprengungen an Bahnstrecken und 204 verhinderten Sprengungen. Im Heeresgebiet Mitte waren dadurch Bahnstrecken für 3.853 Stunden auf keinem der beiden Gleise und für 2.132 Stunden nur eingleisig befahrbar. Ende Juni 1943 fuhr Schenckendorff in einen Erholungsurlaub, aus dem er nicht mehr zurückkehrte.
Am 1. Januar 1943 wurden an der Ostfront einige ältere Offiziere, vom Divisionskommandeur an aufwärts, in die Führerreserve versetzt, darunter die zwei Befehlshaber des Rückwärtigen Heeresgebietes der Heeresgruppen Nord und Süd, Karl von Roques und Franz von Roques. Der zwei bzw. fünf Jahre ältere Schenckendorff war nicht dabei, vermutlich weil er sich als „Experte“ für die Partisanenbekämpfung profiliert hatte. Im Rahmen der Aktion „Winterfestigkeit“ versetzte das Heerespersonalamt damals diejenigen Generale, „die den hohen Anforderungen des russischen Winters voraussichtlich nicht mehr gewachsen“ seien, in die Führerreserve. Dabei war die Gesundheit von Schenckendorff durch ein Herzleiden, anders als bei anderen in die Führerreserve versetzte Generäle, bereits seit längerem angegriffen.
Max von Schenckendorff starb am 6. Juli 1943 bei einem Urlaub in Krummhübel im Riesengebirge an einem Herzanfall.

## Behandlung der Juden und Russen im rückwärtigen Heeresgebiet Mitte
Bereits vor dem Angriff auf die Sowjetunion gab es am 7. Juli 1941 erste Absprachen zwischen Schenckendorff und Bach, die wahrscheinlich auch die Behandlung der Juden betrafen. Auch mit dem Kommandanten der Einsatzgruppe B, Arthur Nebe, gab es eine reibungslose Zusammenarbeit. Nebe vermerkte, dass die Einsatzgruppe nach Weisung Schenckendorff ihre Standorte aufsuchte. Am 7. Juli 1941 erließ Max von Schenckendorff die Verwaltungsanordnung Nr. 1, nach der sich Juden ab dem zehnten Lebensjahr mit einem gelben Judenstern kennzeichnen mussten. Ferner gab es ein Grußverbot für Juden und das Schächten wurde verboten. Am 8. Juli war Schenckendorff mit Teilen seines Stabes bei einer Kommandeursbesprechung in Bialystok, die anlässlich eines Besuchs von Himmler und Kurt Daluege, Chef der Ordnungspolizei, abgehalten wurde. Dabei beschwerte sich Himmler, dass zu wenige Juden zusammengetrieben worden seien. Am nächsten Tag wurden Tausende Juden außerhalb der Stadt Bialystok erschossen. Weder bei dieser Erschießung, noch bei allen anderen folgenden Massenmorden ist irgendwelcher Widerstand bzw. auch nur Protest von Schenckendorff bzw. anderer Militärs zu vermerken. Bei den von Schenckendorff angeordneten allgemeinen „Säuberungsaktionen“ wurden immer auch die Verbände der Einsatzgruppen und Polizei eingesetzt, die gleich alle Juden erschossen.
Vom 12. Juli 1941 bis zum Morgengrauen des nächsten Tages erschoss das Polizei-Bataillon 307 bei Brest 4435 Juden. Dabei leistete ein Schenckendorff unterstelltes Bataillon der 162. Infanteriedivision Transporthilfe mit ihren LKWs. Schenckendorff äußerte sein Missfallen über diese Hilfe und verlangte Aufklärung. Später meldete sein Stab, dass angeblich Eisenbahner beschossen worden seien, und das Massaker wurde als „besondere Aktion“ verharmlost. Mit der Verwaltungsanordnung Nr. 2 vom 13. Juli 1941 folgte für Juden das Verbot, den Wohnort zu verlassen und eine Ghettoisierung. Anfangs waren um die Ghettos noch keine Zäune und Mauern vorhanden. Erst am 19. August 1941 erging der Befehl des OKH, die Juden in Ghettos, als umzäunte Judenviertel bezeichnet, zusammenzutreiben. In Gemeinden mit bis zu 10.000 Einwohner waren 12 Judenräte zu wählen, in größeren 24. Die Judenräte sollten die Anordnungen der Deutschen umsetzen und hafteten dafür mit ihrem Leben. Mit der Verwaltungsverordnung Nr. 3 wurde eine Zwangsarbeitspflicht für Juden eingeführt, um Kriegsschäden zu beseitigen und die Rollbahnen in Stand zu setzen. Somit befassten sich die ersten drei Verwaltungsanordnungen von Schenckendorff nicht mit der Ordnung der Zivilverwaltung, sondern mit der Ausgrenzung von Juden.
Antisemitische Rhetorik ist in seinen bzw. des Heeresgebietes-Befehlen kaum zu finden. Er verbot auch seinen Untergebenen jede Teilnahme an „Sondermaßnahmen oder Erschießungen“. Das Kriegstagebuch des Heeresgebietes nennt diese Sondermaßnahmen auch klar Judenerschießungen. Schenckendorff trug trotzdem dafür die Verantwortung, dass die von ihm befehligte Verwaltung wesentliche Voraussetzungen für den Judenmord in seinem Gebiet von 150.000 km² mit knapp 10 Mio. Einwohnern schaffte. Schenckendorff und seine Verwaltung sind über Registrierung, Kennzeichnung und Ghettoisierung der Juden mit für die Judenmorde im Heeresgebiet Mitte verantwortlich. Max von Schenckendorff betrachtete weder die Juden noch die Russen als Untermenschen. Es fand sich bei Schenckendorff aber, wie bei vielen Deutschen damals, ein Überlegenheitsgefühl gegenüber anderen Völkern.
Der Historiker Jörn Hasenclever bewertet Max von Schenckendorff als „klassischen Antisemiten“, dessen Weltbild bereits seit Ende des Ersten Weltkrieges nicht nur antisemitisch, sondern auch antibolschewistisch geprägt war. Als Beleg liegt folgendes Zitat aus Schenkendorffs Tagebuch vor, in dem er die Versetzung eines Offiziers folgendermaßen kommentiert:
„Ich weine ihm keine Träne nach. Er war mir durch sein jüdisch-aufdringliches Wesen, bei äußerst jüdischem Aussehen, ein selten unsympathischer Mensch.“:S. 216–217
Auch die Übernahme der Argumentationslinie der SS in der Partisanenbekämpfung, „wo der Jude sich aufhielte, seien auch die Partisanen und umgekehrt“, sowie die enge Zusammenarbeit mit SS- und Polizeiverbänden bei der Erfassung von Juden im rückwärtigen Heeresgebiet,:S. 208–209 zeugt davon, wie die Befehle und Handlungen Schenkendorffs auch durch antisemitische Leitbilder beeinflusst waren.
Während die Nationalsozialisten die Sowjetunion zur deutschen Kolonie mit einer versklavten und teils vernichteten Bevölkerung machen wollten, hatte Schenckendorff andere Vorstellungen. Schenckendorffs politische Vorstellungen gingen hin zu halbwegs autonomen Staaten in Osteuropa unter deutscher Hegemonie. Diese politischen Ideen vertrat er auch öffentlich, z. B. auf einer Sitzung des deutschen Ostministeriums am 18. Dezember 1942.

## Schriften
- Frontdienst. Ein Handbuch für den Offizier. Erfahrungen und Ratschläge eines Regimentskommandeurs. Mittler & Sohn, Berlin 1928.